# Switched-On Bach II
Switched-On Bach II è un album musicale di Wendy Carlos, originariamente pubblicato con il suo nome di nascita, Walter Carlos, nel 1973 sull'etichetta Columbia Records e prodotto dalla Carlos e Rachel Elkind ed è il sequel dell'album Switched-On Bach del 1968.
Nel febbraio 1974 Billboard ha riportato che l'album ha venduto oltre 70 000 copie nelle sue prime cinque settimane di uscita.

## Tracce
Tutte composte da Johann Sebastian Bach (a parte i quattro brani del piccolo libro di Anna Magdalena Bach che sono di dubbia attribuzione):
- Selezioni dalla suite n. 2 in si minore, BWV 1067
  - Badinerie (1:25)
  - Minuet (1:20)
  - Bourrée (1:40)
- Invenzioni a due parti:
  - in la minore, BWV 784 (1:20)
  - in la maggiore, BWV 783 (1:10)
- "Sheep may safely graze", dalla Cantata n. 208, BWV 208 (5:00)
- Suite dal piccolo libro di Anna Magdalena Bach:
  - Musette in re maggiore, BWV Anh. 126 (1:10)
  - Minuetto in sol maggiore, Anh. 114 (1:40)
  - Bist Du Bei Mir, BWV 508 (2:15)
  - Marche in re maggiore, app. 122 (1:00)
- Concerto brandeburghese n. 5 in re maggiore, BWV 1050
  - Allegro (10:45)
  - Affetuoso (5:35)
  - Allegro (4:50)